# AllianceBernstein
AllianceBernstein Holding L.P. (AB) er en amerikansk formueforvaltningsvirksomhed med hovedkvarter i Nashville, Tennessee. De har aktiver under forvaltning for 646 mia. USD. Virksomheden Sanford C. Bernstein blev etableret i 1967, som en investeringsforvalter for privatkunder. 64 % af virksomheden er ejet af selskabet Equitable Holdings.